# Nikolaj Skrydlov
Nikolaj Illarionovič Skrydlov, (in russo: Николай Илларионович Скрыдлов) (Pskov, 1º aprile 1844 – San Pietroburgo, 4 ottobre 1918), è stato un ammiraglio russo, già distintosi come ufficiale nel corso della guerra russo-turca (1877-1878). Fu comandante dello squadra navale russa dell'Oceano Pacifico (1900-1902), venendo promosso viceammiraglio il 3 luglio 1900. Partecipò alla repressione della rivolta dei Boxer in Cina, e fu successivamente comandante in capo della flotta del Mar Nero e dei porti del Mar Nero (27 gennaio 1903-1904). Dopo la morte dell'ammiraglio Stepan Osipovič Makarov in combattimento durante la guerra russo-giapponese,  fu rinominato comandante dello squadra navale russa del Pacifico il 1° aprile 1904, ma non riuscì mai ad arrivare a Port Arthur a causa del blocco giapponese intorno alla base navale fermandosi a Vladivostok. Comandò nuovamente la flotta del Mar Nero dal 1906 al 1907 e fu membro del Consiglio dell'Ammiragliato (1904-1907).

## Biografia
Nacque a Pskov il 1º aprile 1844, figlio del capitano di 2ª classe Illarionovič Nikolaevič. Si arruolò nella marina imperiale russa e si diplomò alla Scuola del Corpo dei cadetti della Marina imperiale ottenendo il grado di guardiamarina nel 1862. Navigò sulle navi della flotta del Baltico: fregata Oleg (1863-1865), yacht Queen Victoria (1865-1866), fregata  Dmitrij Donskoj (1866), fregata a vapore Olaf (1868-1872). Nel 1869 osservò il carico e la spedizione di carichi di artiglieria dal Ministero della Guerra a Vyborg, Revel e Helsingfors.
Nel 1870 gli fu assegnata la Medaglia per il salvataggio di una vita in argento. Nel 1873-1875 comandò la 3ª Compagnia dell'equipaggio delle guardie. Fu comandante dello yacht Nixa (1875-1876), e poi sullo yacht 'Derzhava navigò verso la Danimarca, i Paesi Bassi e la Gran Bretagna. Divenne famoso durante la guerra russo-turca (1877-1878), dove comandò il piccolo posamine fluviale Shutka sul Danubio, che armato con una mina a palo attaccò il piroscafo nemico Erekli l'8 giugno 1877, rimanendo gravemente ferito alle gambe nell'azione. Per questa azione gli fu conferito l'Ordine di San Giorgio di 4ª classe. L'artista Aleksej Bogoljubov ha dedicato un suo dipinto a questo evento.
Comandante del piroscafo Karabia (1878-1879), ufficiale superiore della fregata Svetlana (1878-1882), comandante del clipper Strelok (1883-1886), dell'incrociatore corazzato Dmitrij Donskoj (1886-1889). Nel 1887 portò il Dmitrij Donskoj in un viaggio in Estremo Oriente, facendo scalo a Nagasaki in Giappone il 19 maggio e rimanendo nelle acque giapponesi per diversi mesi prima di raggiungere Vladivostok il 20 luglio. Svernò in Giappone e tornò nel Mar Baltico nel gennaio 1889 dove fu nominato comandante (1889-1893) della corazzata Gangut. Promosso contrammiraglio il 30 agosto 1893, fu nominato responsabile delle operazioni russe con i siluri nel 1894-1898 e comandò distaccamenti di navi nel Baltico nel 1895 e nel 1896, effettuando un viaggio a Kiel. Dal febbraio 1898 al 1899 comandò uno squadra di navi nel Mar Mediterraneo,  che partecipò alla missione di mantenimento della pace delle potenze europee nel Mediterraneo orientale (principalmente nell'area dell'isola di Creta). per la soluzione pacifica della crisi greco-turca. Rappresentò il Ministero della Marina nella commissione per la preparazione dell'Esposizione artistica e industriale russa a Nizhny Novgorod del 1896 e diresse il dipartimento marittimo dell'esposizione. Fu comandante della squadra navale russa presente alle celebrazioni in onore del 60° anniversario del regno della regina Vittoria I (1897), e rappresentò la flotta russa ai funerali del Presidente della Repubblica francese Félix Faure nel 1899. Comandante dello squadra navale russa dell'Oceano Pacifico (1900-1902), promosso viceammiraglio (3 luglio 1900), fu coinvolto nella repressione della rivolta dei Boxer in Cina. Comandante in capo della flotta del Mar Nero e dei porti del Mar Nero (27 gennaio 1903-1904).
Dopo la morte dell'ammiraglio Stepan Osipovič Makarov in combattimento durante la guerra russo-giapponese,  fu rinominato comandante dello squadra navale russa del Pacifico il 1° aprile 1904. Tuttavia, a causa del blocco giapponese di Port Arthur, non fu in grado di raggiungere il suo comando e tornò da Vladivostok a San Pietroburgo il 20 dicembre 1904 per accettare un incarico presso l'Ammiragliato. Comandò nuovamente la flotta del Mar Nero dal 1906 al 1907,  dopo l'omicidio di Grigorij Pavlovič Čuchnin. Fu membro del Consiglio dell'Ammiragliato (1904-1907) e si ritirò dal servizio attivo il 28 agosto 1907 con il grado di ammiraglio e il diritto di portare la divisa. Continuò ad essere attivamente coinvolto nello sviluppo della navigazione e dell'industria russa, è fu membro del comitato speciale per il rafforzamento della flotta militare utilizzando donazioni volontarie e direttore del consiglio di amministrazione della compagnia di navigazione e di navi a vapore “I. I. Konetsky", membro del Consiglio degli armatori, e membro del consiglio di amministrazione della "Società per azioni industriale dell'Estremo Oriente russo". Durante il periodo noto come il Terrore rosso, seguito alla rivoluzione d'ottobre del 1917 e all'affermazione al potere dei bolscevichi, rimase nascosto nella sua casa a San Pietroburgo, dove morì di fame il 4 ottobre 1918. Il funerale dell'ammiraglio si tenne al cimitero di Smolensk con tutti gli onori militari. La sua tomba si trovava nella tenuta ancestrale della sua famiglia in quello che oggi è il distretto di Oleninsky a Tver.
Secondo un'altra fonte fu preso in ostaggio e poi giustiziato dai bolscevichi, presumibilmente annegato insieme ad altri ostaggi su una chiatta nel Golfo di Finlandia.

### Annotazioni
1. ↑  Per reprimere le proteste della rivoluzione russa del 1905, fu emanata una risoluzione del Consiglio dei ministri dell'Impero russo. Dichiarando le amministrazioni delle città di Sebastopoli e Nikolaev sotto la legge marziale e fornendo al comandante in capo della flotta del Mar Nero il vice ammiraglio. Skrydlov il diritto di adottare misure per combattere il movimento rivoluzionario. 10-25 luglio. 1906.

### Fonti
1. 1 2 3 4 5 6 7 8 9 10 11 12 13 14 15 16 17 18 19 20 21 22  Belrussia.
2. 1 2 3 4 5 6 7 8  Guardcrew.
3. 1 2 3 4 5 6 7 8 9 10 11 12 13 14 15 16 17  Borda.
4. 1 2 3  Kowner 2006, p. 356.
5. ↑  Nominato con l'Ordine Supremo per il Dipartimento Marittimo n. 165 del 12 (24) gennaio 1898 , “Morskoij Sbornik”, volume CCLXXXIV.
6. ↑  E.N. Rukavishnikov, Attività delle forze di pace russe nel Mediterraneo orientale (1897-1898), Pensiero militare, N.9, 2020, p.145-156.
7. ↑  Papastrigakis 2011, p. 193.
8. 1 2  A.N. Mishagin-Skrydlov. La Russia è bianca, la Russia è rossa. 1903-1927, Tsentrpoligraf, 2007, p 185-186. ISBN 978-5-9524-3301-4.
9. ↑  Nel libro di consultazione di S.V Volkov I generali dell'impero russo (vol. 2, p. 500) si dice: “ucciso dai bolscevichi l'11 ottobre 1918 a Pietrogrado (secondo altre fonti morì di fame nel 1919 nello stesso luogo).
10. ↑  Watts 1990, p. 105.